# Ernst Kuhn (Unternehmer, 1853)

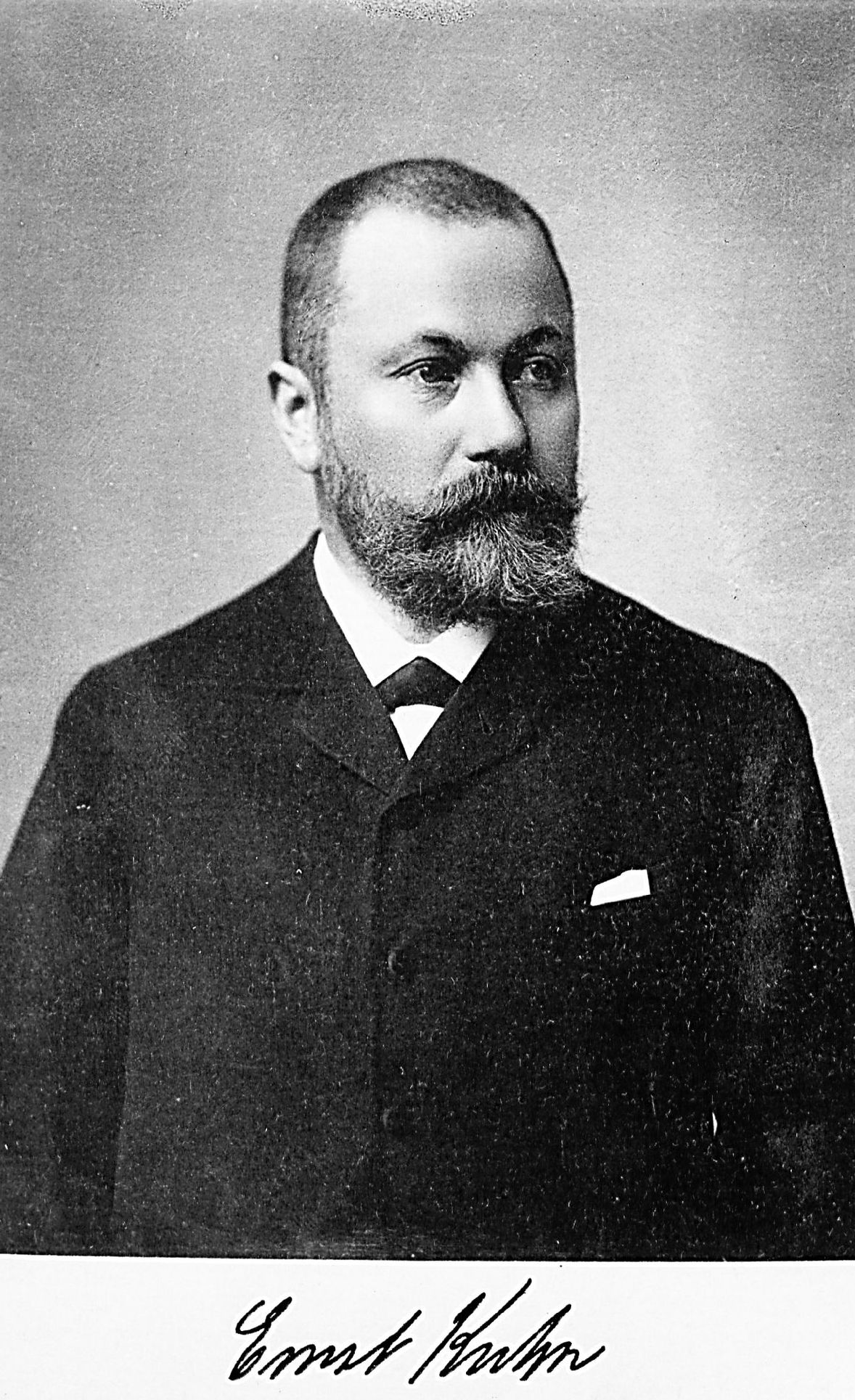
Ernst Kuhn

Ernst Kuhn (* 18. November 1853 in Stuttgart-Berg; † 22. Oktober 1903 in Winnenden) war ein deutscher Ingenieur und Unternehmer. Von 1896 bis 1897 war er Vorsitzender des Vereins Deutscher Ingenieure (VDI). 

## Leben
Ernst Kuhn besuchte Schulen in seiner Vaterstadt und studierte dann an der Technischen Hochschule Aachen  sowie an der Bergakademie Berlin. Nach dem Studium arbeitete er zunächst beim Unternehmen R. Wolf in Buckau. Er absolvierte eine Studienreise nach Nordamerika und trat 1879 in das väterliche Unternehmen G. Kuhn ein. Nach dem Tod des Vaters im Jahr 1890 übernahm er zunächst zusammen mit seinem Bruder Paul die Geschäftsleitung. Nach dessen Ausscheiden im Folgejahr wurde er alleiniger Inhaber.
Kuhn wurde 1893 Mitglied der Handelskammer Stuttgart, von 1893 bis 1897 gehörte er dem Bürgerausschuss der Stadt Stuttgart an. Von 1890 bis 1900 saß er einer Sektion der Süddeutschen Eisen- und Stahlberufsgenossenschaft vor. 1893 und 1894 leitete er den Württembergischen Bezirksverein des Vereins Deutscher Ingenieure (VDI), 1896 und 1897 den Gesamtverein. Unter seinem Vorsitz wurde das Denkmal für Franz Grashof in Karlsruhe und das erste VDI-Haus in Berlin eingeweiht.
Kuhn starb im Oktober 1903 nach langer schwerer Krankheit kurz vor Vollendung seines 50. Lebensjahres.